# God (Tori Amos)
God è un brano musicale alternative rock della cantautrice statunitense Tori Amos, scritto e prodotto dalla stessa insieme a Eric Fosse per il suo secondo album, Under the Pink. Il brano è stato pubblicato nel febbraio del 1994 come primo singolo estratto dall'album per il mercato nordamericano, e nell'autunno dello stesso anno come secondo singolo per il mercato europeo. Il singolo è stato il primo nella carriera della cantante a entrare nella classifica statunitense, e ha raggiunto la prima posizione della Alternative Airplay statunitense. Il brano è stato scritto dalla cantante in base alla sua visione molto critica delle istituzioni religiose cristiane e di come raffigurano il Dio cristiano.

## Descrizione
L'ispirazione per il brano è sorta alla cantautrice confrontando non l'idea di energia spirituale che c'è dietro il concetto di Dio, ma l'istituzione-Dio che è stata insegnata agli esseri umani attraverso il cristianesimo. Infatti, come ha dichiarato in un'intervista alla rivista olandese Oor il 29 gennaio 1994, la canzone è diretta al "Dio delle religioni istituzionali, il Dio che ci hanno insegnato, per il quale ci sentiamo peccatori e remissivi". Nella stessa intervista la cantante ha affermato che invece il potere di un'entità superiore è lo spirito della creatività per lei. Nel testo della canzone, la musicista ha cercato di contrastare non solo il concetto di Dio ma anche il patriarcato e come questo abbia influenzato e plasmato le culture religiose di tutto il mondo. La cantante ha affermato di voler combattere la presenza maschile che ha dominato da sempre le religioni, e per questo ha invocato una divinità femminile. L'artista ha infatti dichiarato a B-Side:
"Sono andata contro il patriarcato e Dio stavolta. Ho capito che eravamo andati contro il figlio, quindi andiamo contro il padre. L'intera canzone è riguardo al richiamare una Dea, è tutto riguardo a questo. Quindi sento davvero che richiamiamo quell'energia nel disco. È stato molto liberatorio per me scrivere God. [...] Alcune donne mi hanno detto ʿNon posso crederci che hai reso Dio una donnaʾ, e mi viene da dire ʿOk genio, esci dalla stanza, rifletti cinque minuti, riesamina la tua storia, rientra e dimmi chi è stato il papa negli ultimi anni. Mi direte chi ha dominato la religione istituzionale: uomini, patriarcato e un Dio maschile. La Dea femminile che è stata il nostro modello è la Vergine Maria, un essere asessuato. Anche se la Vergine Maria ha avuto altri figli dopo, nessuno voleva parlarne mentre stavo crescendo, nessuno voleva parlare della Maddalena. Nessuno voleva parlare del vero ruolo di Maria. E la gente non pensa affatto come questo abbia influenzato un intero pianeta, per avere la più diffusa religione che adora un essere asessuato!"
Nel testo della canzone c'è una citazione biblica che viene recitata da Amos durante un intermezzo strumentale. Si tratta di uno dei proverbi contenuti nel Libro dei proverbi presente nell'Antico Testamento, precisamente il proverbio 31:3 che dice in inglese: "“Give not thy strength unto women, nor thy ways to that which destroyeth kings”, ovvero "Non dare il tuo vigore alle donne, né i tuoi costumi a quelle che perdono i re". La cantante chiese al padre, che era un pastore, un passo della Bibbia  che mostrasse come venivano brutalmente raffigurate le donne, ma il padre le propose solo passaggi poetici e gradevoli; Amos ha ricordato il fatto in un'intervista al WHFS Press, per dimostrare come gli uomini di chiesa non riescano a mostrare l'altro lato del Cristianesimo. La figura femminile di cui Amos parla nella canzone è secondo la stessa cantautrice una sorta di consorte di Dio, la sua amante; la cantante ha dichiarato che, se nella mitologia religiosa c'è sempre stato un Dio maschile, deve esserci stato anche un Dio femminile, come accade per tutti gli altri esseri sessuati. Amos ha cercato in God di ristabilire un equilibrio tra l'entità maschile e quella femminile, un equilibrio inclusivo e non esclusivo, visto che ognuno ha una parte maschile e una femminile nella propria psiche, e un equilibrio che permetta alla donna di essere spirituale e sessuale al tempo stesso. La cantautrice ha rilasciato un'intervista a Hot Press nel febbraio del 1994 in cui afferma che la forza divina debba essere femminilizzata, e percepita come un "Dio-Dea". Nella stessa intervista la cantante ha affermato:
"L'idea che dio sia asessuato è una brillante forma di controllo, perché significa che non potremo mai essere nell'immagine di Dio a meno che non siamo asessuati anche noi. Quindi, dalla nascita i tuoi organi sessuali sono strappati via in termini di rispetto verso sé stessi. Il messaggio è ʿsei una fecciaʾ se fai del sesso. Ma noi, donne e uomini, non siamo feccia e non siamo esseri asessuati. Siamo un misto di spirituale e fisico, e negare uno dei due aspetti della nostra natura sarebbe come camminare su una gamba sola. Né le donne, in particolare, sono semplici incubatrici per le strutture del potere patriarcale come il matrimonio, la società, la Chiesa. Il patriarcato non funziona. Qualsiasi stupido può capirlo. E di nuovo si ritorna alla questione del dividerci tra di noi".
Il testo del brano punta il dito contro quello che la religione cristiana ha causato all'umanità, come la caccia alle streghe e le crociate.
La composizione del pezzo si basa, oltre che sul pianoforte suonato da Amos, su una linea di basso che procede con delle distorsioni che si succedono di seguito l'una all'altra.

## Video
Il video del brano fu girato a Los Angeles nella stessa settimana insieme alla versione europea del video di Cornflake Girl. L'idea principale del video è quella di mostrare rituali appartenenti a diverse culture e diverse tradizioni, e metterli in contrapposizione tra loro confrontandoli tramite un sapiente montaggio alternato. Tale idea fu proposta alla cantante dalla regista del videoclip, Melodie McDaniel, che mostrò ad Amos un documentario sul Tempio dei ratti in India dedicato a Karni Mata. La scena principale del video ricrea il tempio dove i ratti sono liberi di girare ovunque e portano benedizione a coloro a cui vanno incontro. La scena è stata girata con circa 140 ratti sul set, e la cantante si trova in molte sequenze sdraiata per terra, mentre i ratti le camminano sopra e intorno. Nello stesso set del tempio, appaiono comparse in abito religioso che danno da mangiare ai ratti, altre che si recano al tempio per pregare, e un ragazzo che mangia del riso dallo stesso recipiente da cui si cibano i ratti. Il montaggio del video mette a confronto diversi rituali, religiosi e non: in particolare, vengono mostrate in successione sequenze del rituale ebraico chassidico di stringere una cinghia al braccio e quelle di tossicodipendenti che si iniettano eroina nel braccio stretto da un laccio emostatico. L'intenzione era quella di mostrare "diversi tipi di venerazione per diversi tipi di divinità, e come le persone credano che il loro tipo di fede sia quella giusta". Tra i rituali non religiosi vengono mostrati alcuni esempi legati alla bellezza esteriore e alla preparazione del proprio aspetto estetico, alcune donne dal parrucchiere e due adolescenti che provano delle parrucche davanti a uno specchio. In una scena la cantante depila le proprie gambe con un rasoio; sebbene quest'immagine rientrasse nell'idea di rituale di bellezza, l'artista ha dichiarato che ne sentiva la necessità dopo aver avuto decine di ratti sopra il suo corpo per ore. Un'altra scena centrale del video in cui è coinvolta la cantante è ambientata durante un rituale fondamentalista cristiano in cui i partecipanti afferrano serpenti a sonagli per invocare lo spirito santo. Alla fine del video un uomo viene morso e collassa a terra, sotto gli occhi degli altri esaltati partecipanti. Nel video non sono stati usati serpenti a sonagli, ma altre specie non velenose.

## Tracce
USA CD singolo
1. "God" – 3:58
2. "Home on the Range" (Cherokee Edition) – 5:25
3. Piano Suite: "All the Girls Hate Her" –  2:23
4. Piano Suite: "Over It" – 2:11

USa cassetta singolo
1. "God" – 3:58
2. "Sister Janet" – 4:02

USA CD singolo promozionale
1. "God" (Some Guitar) – 3:58
2. "God" (No Guitar) – 3:58
3. "God" – 3:58

Regno Unito/Germania CD singolo
1. "God" – 3:58
2. "God" (The Dharma Kayã Mix) – 12:34
3. "God" (The Rainforest Resort Mix) – 10:32
4. "God" (The Thinking Mix 2) – 9:50

Regno Unito 12" singolo
1. "God" (The Thinking Mix 2) – 9:50
2. "God" (a cappella vocal and Rain Mix) – 4:42
3. "God" (The Rainforest Resort Mix) – 10:32
4. "God" (The CJ Bolland Mix) – 5:58

Regno Unito 7" / Cassetta singolo
1. "God" – 3:58
2. "God" (a cappella vocal and Rain Mix) – 4:42

## Successo commerciale
Il singolo ha avuto molto successio presso le radio alternative e le stazioni radiofoniche universitarie, ma ciononostante è stato bandito da molte stazioni mainstream a causa del testo controverso e delle tematiche delicate che affronta. La stessa cantautrice ha dichiarato in un'intervista a Beat del 14 luglio 1994: "Penso che God, che ha raggiunto il numero 1 in America nelle radio alternative, abbia fatto incazzare un sacco di cristiani fondamentalisti. Beh, è una cosa positiva, penso, perché significa che stai dando una scossa". In realtà non è l'unica né la canzone più provocatoria di Amos riguardante la religione e il concetto di Dio. E il videoclip della canzone, che mette a confronto rituali religiosi e profani tra loro, è in verità più provocatorio del testo del brano. Perfino il padre della cantante, il quale è un pastore, ha definito la canzone "teologicamente molto solida", mentre disapprovò i testi denigratori nei confronti del cristianesimo in Crucify e Father Lucifer.
God è stato il primo singolo della cantautrice a entrare nella classifica statunitense, dove ha raggiunto la posizione numero 72 e ha passato dodici settimane. Il brano è stato anche il primo di Amos ad aver raggiunto la prima posizione della Alternative Airplay. Il singolo entrò nella top10 della classifica alternative rock il 12 febbraio 1994, saltando dalla posizione numero 16 alla numero 8, e raggiunse la prima posizione durante la settimana del 19 marzo, rimanendovi due settimane consecutive. Il singolo ha passato un totale di diciassette settimane nella suddetta classifica.
Nella classifica canadese il singolo è entrato alla posizione numero 94 il 23 maggio 1994, e ha poi raggiunto dopo due settimane la posizione numero 87, senza riuscire ad andare oltre.

## Classifiche
| Classifica (1994)         | Posizione massima |
| ------------------------- | ----------------- |
| Australia                 | 65                |
| Canada                    | 87                |
| Regno Unito               | 44                |
| Stati Uniti               | 72                |
| Stati Uniti (alternative) | 1                 |
| Stati Uniti (radio)       | 64                |